# Tanque Nuevo, San Luis Potosí
Tanque Nuevo är en ort i Mexiko.   Den ligger i kommunen Villa Hidalgo och delstaten San Luis Potosí, i den centrala delen av landet, 400 km nordväst om huvudstaden Mexico City. Tanque Nuevo ligger 1 798 meter över havet och antalet invånare är 191.
Terrängen runt Tanque Nuevo är platt västerut, men österut är den kuperad. Runt Tanque Nuevo är det mycket glesbefolkat, med 7 invånare per kvadratkilometer. Närmaste större samhälle är La Manta, 19,4 km nordväst om Tanque Nuevo. Omgivningarna runt Tanque Nuevo är i huvudsak ett öppet busklandskap.